# Carolina Matilde di Schleswig-Holstein-Sonderburg-Augustenburg
Carolina Matilde di Schleswig-Holstein-Sonderburg-Augustenburg (Augustenborg, 25 gennaio 1860 – Castello di Grünholz, 20 febbraio 1932) fu principessa di Schleswig-Holstein-Sonderburg-Augustenburg e duchessa consorte del Schleswig-Holstein.

## Biografia
Fu la seconda figlia di Federico VIII di Schleswig-Holstein-Sonderburg-Augustenburg, duca di Schleswig-Holstein, e di Adelaide di Hohenlohe-Langenburg. Sua sorella maggiore era Augusta Vittoria, futura imperatrice di Germania come moglie Guglielmo II di Germania.
Nata duchessa di Schleswig-Holstein-Sonderburg-Augustenburg, divenne duchessa di Schleswig-Holstein come moglie del cugino Federico Ferdinando di Schleswig-Holstein-Sonderburg-Glücksburg.

## Matrimonio e figli
Carolina Matilde sposò il duca Federico Ferdinando di Schleswig-Holstein-Sonderburg-Glücksburg, figlio maggiore di Federico di Schleswig-Holstein-Sonderburg-Glücksburg e della principessa Adelaide di Schaumburg-Lippe e nipote di Cristiano IX di Danimarca, il 19 marzo 1885 a Primkenau.
Federico Ferdinando e Carolina Maria ebbero sei figli:
- Vittoria Adelaide di Schleswig-Holstein-Sonderburg-Glücksburg (Grünholz, 31 dicembre 1885 - Coburgo, 3 ottobre 1970), sposò il duca Carlo Edoardo di Sassonia-Coburgo-Gotha;
- Alessandra Vittoria di Schleswig-Holstein-Sonderburg-Glücksburg (Grünholz, 21 aprile 1887 - Lione, 15 aprile 1957) sposò il cugino Augusto Guglielmo di Prussia;
- Elena Adelaide di Schleswig-Holstein-Sonderburg-Glücksburg (Grünholz, 1º giugno 1888 - Hellerup, 30 giugno 1962) sposò il principe Harald di Danimarca;
- Adelaide di Schleswig-Holstein-Sonderburg-Glücksburg (Grünholz, 19 ottobre 1889 - Salisburgo, 11 giugno 1964) sposò il principe Federico di Solms-Baruth;
- Guglielmo Federico di Schleswig-Holstein (Grünholz, 23 agosto 1891 - 10 febbraio 1965), duca di Schleswig-Holstein alla morte del padre;
- Carolina Matilde di Schleswig-Holstein-Sonderburg-Glücksburg (Grünholz, 11 maggio 1894-Salisburgo, 28 gennaio 1972), che sposò Hans duca di Solms-Baruth.

## Titoli e trattamento
- 25 gennaio 1860 - 19 marzo 1885: sua altezza serenissima principessa Carolina Matilde di Schleswig-Holstein-Sonderburg-Augustenburg
- 19 marzo 1885 - 27 novembre 1885: sua altezza serenissima la principessa ereditaria Carolina Matilde di Schleswig-Holstein-Sonderburg-Augustenburg
- 27 novembre 1885 - 27 aprile 1931: sua altezza serenissima la duchessa di Schleswig-Holstein-Sonderburg-Glücksburg
- 27 aprile 1931 - 20 febbraio 1932: sua altezza serenissima la duchessa di Schleswig-Holstein-Sonderburg-Glücksburg

## Ascendenza
|                                                                |                                          |                                                                   | Genitori                                        |  |  | Nonni |  |  | Bisnonni                                                            |  |  | Trisnonni                                                          |  |
|                                                                |                                          |                                                                   |                                                 |  |  |       |  |  | Federico Cristiano II di Schleswig-Holstein-Sonderburg-Augustenburg |  |  | Federico Cristiano I di Schleswig-Holstein-Sonderburg-Augustenburg |  |
|                                                                |                                          |                                                                   |                                                 |  |  |       |  |  | Federico Cristiano II di Schleswig-Holstein-Sonderburg-Augustenburg |  |  | Federico Cristiano I di Schleswig-Holstein-Sonderburg-Augustenburg |  |
|                                                                |                                          | Carlotta Amalia Guglielmina di Schleswig-Holstein-Sonderburg-Plön |                                                 |  |  |       |  |  | Federico Cristiano II di Schleswig-Holstein-Sonderburg-Augustenburg |  |  |                                                                    |  |
| Cristiano di Schleswig-Holstein-Sonderburg-Augustenburg        |                                          |                                                                   |                                                 |  |  |       |  |  | Federico Cristiano II di Schleswig-Holstein-Sonderburg-Augustenburg |  |  |                                                                    |  |
|                                                                |                                          | Luisa Augusta di Danimarca                                        | Cristiano VII di Danimarca                      |  |  |       |  |  |                                                                     |  |  |                                                                    |  |
|                                                                |                                          | Luisa Augusta di Danimarca                                        | Cristiano VII di Danimarca                      |  |  |       |  |  |                                                                     |  |  |                                                                    |  |
|                                                                |                                          | Luisa Augusta di Danimarca                                        | Carolina Matilde di Hannover                    |  |  |       |  |  |                                                                     |  |  |                                                                    |  |
| Federico VIII di Schleswig-Holstein-Sonderburg-Augustenburg    |                                          | Luisa Augusta di Danimarca                                        |                                                 |  |  |       |  |  |                                                                     |  |  |                                                                    |  |
|                                                                |                                          | Christian Conrad Sophus Danneskiold-Samsøe                        | Frederik Christian Danneskiold-Samsøe           |  |  |       |  |  |                                                                     |  |  |                                                                    |  |
|                                                                |                                          | Christian Conrad Sophus Danneskiold-Samsøe                        | Frederik Christian Danneskiold-Samsøe           |  |  |       |  |  |                                                                     |  |  |                                                                    |  |
|                                                                |                                          | Christian Conrad Sophus Danneskiold-Samsøe                        | Nicoline Rosenkrantz                            |  |  |       |  |  |                                                                     |  |  |                                                                    |  |
| Luisa Sofia di Danneskiold-Samsøe                              |                                          | Christian Conrad Sophus Danneskiold-Samsøe                        |                                                 |  |  |       |  |  |                                                                     |  |  |                                                                    |  |
|                                                                |                                          | Johanne Henriette Valentine Kaas                                  | Fredrik Christian Kaas                          |  |  |       |  |  |                                                                     |  |  |                                                                    |  |
|                                                                |                                          | Johanne Henriette Valentine Kaas                                  | Fredrik Christian Kaas                          |  |  |       |  |  |                                                                     |  |  |                                                                    |  |
|                                                                |                                          | Johanne Henriette Valentine Kaas                                  | Edele Sofie Sparre                              |  |  |       |  |  |                                                                     |  |  |                                                                    |  |
| Carolina Matilde di Schleswig-Holstein-Sonderburg-Augustenburg |                                          | Johanne Henriette Valentine Kaas                                  |                                                 |  |  |       |  |  |                                                                     |  |  |                                                                    |  |
|                                                                | Carlo Ludovico I di Hohenlohe-Langenburg | Cristiano Alberto di Hohenlohe-Langenburg                         |                                                 |  |  |       |  |  |                                                                     |  |  |                                                                    |  |
|                                                                | Carlo Ludovico I di Hohenlohe-Langenburg | Cristiano Alberto di Hohenlohe-Langenburg                         |                                                 |  |  |       |  |  |                                                                     |  |  |                                                                    |  |
|                                                                | Carlo Ludovico I di Hohenlohe-Langenburg | Carolina di Stolberg-Gedern                                       |                                                 |  |  |       |  |  |                                                                     |  |  |                                                                    |  |
| Ernesto I di Hohenlohe-Langenburg                              | Carlo Ludovico I di Hohenlohe-Langenburg |                                                                   |                                                 |  |  |       |  |  |                                                                     |  |  |                                                                    |  |
|                                                                |                                          | Amalia Enrichetta di Solms-Baruth                                 | Giovanni Cristiano di Solms-Baruth              |  |  |       |  |  |                                                                     |  |  |                                                                    |  |
|                                                                |                                          | Amalia Enrichetta di Solms-Baruth                                 | Giovanni Cristiano di Solms-Baruth              |  |  |       |  |  |                                                                     |  |  |                                                                    |  |
|                                                                |                                          | Amalia Enrichetta di Solms-Baruth                                 | Federica Luisa di Reuss-Köstritz                |  |  |       |  |  |                                                                     |  |  |                                                                    |  |
| Adelaide di Hohenlohe-Langenburg                               |                                          | Amalia Enrichetta di Solms-Baruth                                 |                                                 |  |  |       |  |  |                                                                     |  |  |                                                                    |  |
|                                                                |                                          | Emilio Carlo di Leiningen                                         | Carlo Federico Guglielmo di Leiningen           |  |  |       |  |  |                                                                     |  |  |                                                                    |  |
|                                                                |                                          | Emilio Carlo di Leiningen                                         | Carlo Federico Guglielmo di Leiningen           |  |  |       |  |  |                                                                     |  |  |                                                                    |  |
|                                                                |                                          | Emilio Carlo di Leiningen                                         | Guglielmina Luisa di Solms-Rödelheim-Assenheim  |  |  |       |  |  |                                                                     |  |  |                                                                    |  |
| Feodora di Leiningen                                           |                                          | Emilio Carlo di Leiningen                                         |                                                 |  |  |       |  |  |                                                                     |  |  |                                                                    |  |
|                                                                |                                          | Vittoria di Sassonia-Coburgo-Saalfeld                             | Francesco Federico di Sassonia-Coburgo-Saalfeld |  |  |       |  |  |                                                                     |  |  |                                                                    |  |
|                                                                |                                          | Vittoria di Sassonia-Coburgo-Saalfeld                             | Francesco Federico di Sassonia-Coburgo-Saalfeld |  |  |       |  |  |                                                                     |  |  |                                                                    |  |
|                                                                |                                          | Vittoria di Sassonia-Coburgo-Saalfeld                             | Augusta di Reuss-Ebersdorf                      |  |  |       |  |  |                                                                     |  |  |                                                                    |  |
|                                                                |                                          | Vittoria di Sassonia-Coburgo-Saalfeld                             |                                                 |  |  |       |  |  |                                                                     |  |  |                                                                    |  |